# Tóközi Tímea
Tóközi Tímea (Győrzámoly, 1982. május 17. –) labdarúgó, középpályás.

## Pályafutása

### Klubcsapatban
A Győri ETO csapatában kezdte a labdarúgást. Egy rövid kitérő erejéig 2007-ig az ETO együttesében szerepelt. 2007 nyara óta a Győri Dózsa játékosa. Tagja volt a 2009–10-es idényben bronzérmet szerzett csapatnak.

## Sikerei, díjai
- Magyar bajnokság
  - 3.: 2009–10
- Magyar kupa
  - döntős: 2009